# Yaakov Litzman
Yaakov Litzman (in ebraico יַעֲקֹב לִיצְמָן; Germania, 2 settembre 1948) è un politico e rabbino israeliano, seguace della dinastia chassidica Ger, leader del partito Agudat Yisrael che fa parte della coalizione politica Giudaismo Unito nella Torah, nonché membro della Knesset e viceministro della sanità. Dal 2015 al 2017 è stato Ministro della Salute nel quarto governo di Benyamin Netanyahu.